# 김요한 (배구인)
김요한(金요한, 1985년 8월 16일 ~ )은 대한민국의 배구 선수로 포지션은 레프트이다. 현재 KBS N 스포츠 배구 해설위원을 맡고 있다. 금호초등학교, 상무중학교, 광주전자공업고등학교를 졸업하고, 2008년 인하대학교를 졸업하였다.

## 경력
초등학교 5학년 때 배구부 감독의 권유로 배구를 시작했으며, 2006년 아시안 게임에서 대한민국 국가대표 배구 선수이다.
2007-2008 시즌 드래프트 1순위로 LIG에 입단하였으며 2007년 12월 20일 현대캐피탈전에서 처음으로 출전하였다. 2012년에는 이경수가 부상당하자 그를 이어 주장이 되었다.
2017년 6월 19일 김요한, 이효동 <-> 강영준, 김홍정의 트레이드로 OK저축은행 러시앤캐시로 이적하였다.
이후 경기에 많이 나서지 못하다가 2017년 11월 21일 스타팅 멤버로 출전하여 전세트를 뛰면서 센터 전향 후 최다인 7득점을 기록하였으며, 블로킹으로만 4득점을 기록하였다. 12월 26일 친정팀 의정부 KB손해보험 스타즈와의 경기에서 11득점을 기록하면서 8연패 탈출에 큰 도움을 주었다.
2018-19시즌에는 조재성과 한상길에게 밀리면서 주로 백업으로만 출전하였다. 2018-19시즌을 끝으로 현역 은퇴를 선언하였다.

## 주요 국가대표 경력
- 2006년 도하 아시안 게임
- 2007년 월드리그 배구대회
- 2008년 월드리그 배구대회
- 2008년 AVC컵 남자배구대회
- 2009년 월드리그 배구대회
- 2009년 아시아 배구 선수권 대회
- 2010년 광저우 아시안 게임
- 2011년 AVC컵 남자배구대회
- 2012년 수원컵 프로배구대회 남자부 MVP

## 수상 경력
- 2005년 전국대학배구연맹 추계대회 최우수선수상
- 2006년 전국대학배구연맹 춘계대회 최우수선수상
- 2006년 도하 아시안 게임 금메달
- NH농협 2008~2009 V-리그 기량 발전상, 베스트 드레서상, 포토제닉상
- 2009년 15회 아시아선수권대회 득점상, 서버상, 인기상
- 2010년 광저우 아시안게임 동메달
- 2012년 KOVO컵 수원 프로배구 우승
- 2019년 2020 대한민국 퍼스트브랜드 대상 스포테이너상

## 방송
- KBS joy 《무엇이든 물어보살》 (2019년)
- JTBC 《찰떡콤비》 (2019년)
- JTBC 《뭉쳐야 찬다》 (2019년)
- MBN 《바다가 들린다》 (2019년)
- SBS 《정글의 법칙》 (2020년)